# Daniel Morgan Monument
Das Daniel Morgan Monument ist ein historisches Denkmal im Zentrum von Spartanburg im US-Bundesstaat South Carolina. Die von John Quincy Adams Ward gestaltete Statue wurde im Jahre 1881 errichtet; der dazugehörige Sockel stammt vom Architekten Edward Brickell White. Sie ist dem Brigadegeneral Daniel Morgan, der als Held aus der Schlacht von Cowpens im Jahre 1781 hervorging, und den zahlreichen weiteren an der Schlacht beteiligten amerikanischen Soldaten gewidmet.

## Geschichte

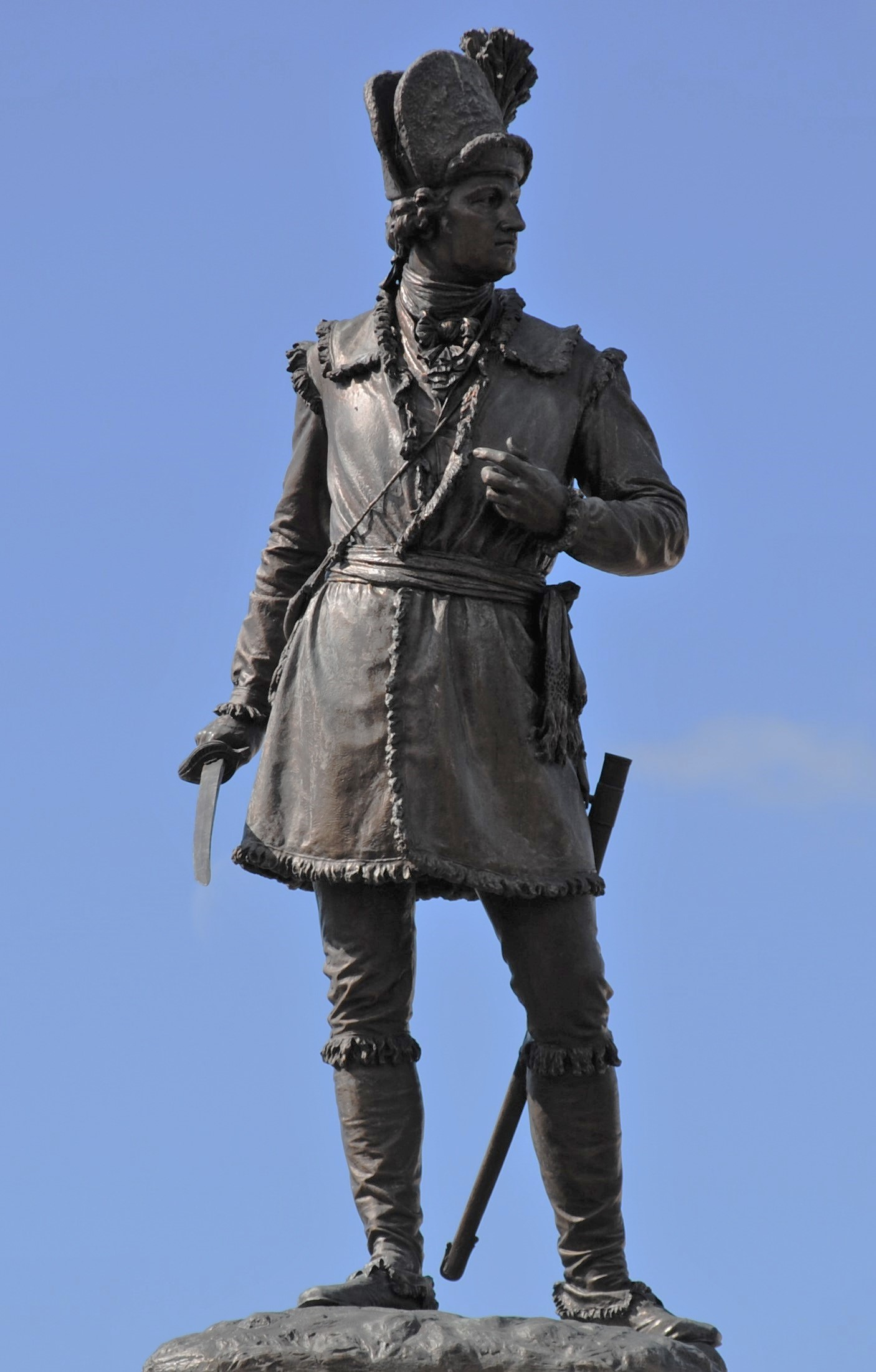
Der obere Teil, die Bronzeskulptur, des Daniel Morgan Monument in einer Nahaufnahme (2017).

Die 30 Fuß hohe Statue wurde am 11. Mai 1881 zum 100. Jahrestag der Schlacht von Cowpens (17. Januar 1781) am später ebenfalls nach Daniel Morgan benannten Morgan Square in Downtown Spartanburg aufgestellt. Dem voran ging am 26. Mai 1980 eine Abstimmung des Kongresses der Vereinigten Staaten mit dem Antrag an das Kriegsministerium eine Bronzestatue in heroischer Größe und in der Uniform eines Rifleman aus dieser Zeit dem Kommandeur der amerikanischen Streitkräfte der Schlacht von Cowpens zu widmen. Die Vorbereitung zu den Gießarbeiten dauerten rund neun Monate, wobei das Gesicht und die Kleidung der Skulptur nach einem Porträt von Daniel Morgan des Porträtmalers James Herring entstanden. Dieses wiederum entstand nach einer skizzenhaften Zeichnung John Trumbulls. Die nachfolgende Gravur wurde von John Francis Eugene Prud’Homme durchgeführt. Die Kleidung Morgans wird als klassische Kleidung eines Riflemen mit Fransenrock, Leggings und Mokassins dargestellt. Die Kopfbedeckung stellt eine hohe Kappe aus Fell und einem Pompon aus Kiefernzweigen auf der linken Hutseite dar. Diese Kappe wurde nach einer originalen Kappe aus dem Sezessionskrieg modelliert, die Ward von einem Herren aus Charleston, South Carolina, geliehen bekommen hatte.
Das Rüschenhemd, die Krawatte und die Frisur der Skulptur sind der Zeit, in der Morgan gelebt hat, angepasst. Die Schwertscheide und der Gürtel, sowie eine an der linken Hüfte befestigte Schärpe weisen auf den Rang des Trägers hin. Das Pulverhorn auf der rechten Seite zeigt Morgans Affinität für das Gewehr, obwohl die Skulptur selbst kein solches trägt. Das gezogene Schwert befindet sich in der rechten Hand der Skulptur. Der linke Arm liegt abgewinkelt über der Brust; die Finger der linken Hand sind vom Griff zur Scheide noch leicht gebeugt. Das Körpergewicht ist auf das rechte Bein und den rechten Fuß verlagert; das linke Bein steht minimal dahinter und ist leicht gebeugt; die Ferse ist leicht gehoben. Der Kopf der Skulptur ist leicht nach links gedreht, während der wachsame Blick in die Ferne schweift, und der Körper als Ganzes macht den Eindruck, als würde er in einer Vorwärtsbewegung sein. In einem privaten Brief schrieb Ward, dass er Morgan mit einem gezogenen Schwert, mit seinen Truppen vorrückend und seiner Aufmerksamkeit für einen Moment durch eine Bewegung des Feindes auf der linken Seite gebannt darstellte. Morgans Charakter sollte der eines unerschrockenen, aggressiven und wachsamen Mannes, aber gleichzeitig, durch die bestimmten Bewegungen des Kopfes und des linken Armes, auch eines verständnisvollen Menschen sein.
Die neun Fuß hohe und 2.000 Pfund schwere Bronzeskulptur des New Yorker Bildhauers John Quincy Adams Ward (1830–1910) – der auch die Bronzestatue von George Washington vor der Federal Hall in New York geschaffen hat – wurde in einem Zeitraum von etwa drei Monaten in der Bureau Brothers and Heaton Foundry in Philadelphia, Pennsylvania, gegossen. Die Originalfarbe war ein goldfarbenes Bronze, das mittels Säure dunkler gemacht wurde und am Ende laut Vorgabe John Quincy Adams Wards zu einem kräftigen Braun wurde. Die Skulptur wurde auf eine vom Architekten Edward Brickell White geplante 21 Fuß hohe dorische Granitsäule mit achteckigem Sockel gestellt. Der Sockel selbst besteht aus drei verschiedenen achteckigen Elementen: der unteren Bodenplatte, einer darauf platzierten Platte mit etwas verringertem Durchmesser und einem leicht konisch zusammenlaufenden Würfelblock zu einem Architrav. Auf der im dorischen Stil gehaltene, jedoch verkürzte Säule liegt direkt über der Echinus eine quadratische vier Fuß große Platte (Abakus), auf der wiederum die Bronzeskulptur befestigt ist. In die vier geraden Flächen des Würfelblocks wurde jeweils eine Bronzetafel eingebettet; weitere zwei längliche Bronzetafeln befinden sich an der Vorder- und Hinterseite der untersten Platte. Allesamt wurden mit patriotischem Text versehen. In die darüberliegende Platte mit dem geringeren Durchmesser wurden Namen in erhabener Blockschrift angebracht; an der Vorderseite ist M O R G A N. zu lesen. Im Laufe der Zeit wurde die Skulptur auf ihrem Sockel gedreht, was zu einer Desorientierung der Inschrift führte; die gestalterische Beziehung jedoch intakt blieb.
Das Daniel Morgan Monument wurde im Jahre 1960 etwa 100 Yards über den ebenfalls nach Daniel Morgan benannten Morgan Square an dessen Ostende bewegt. Im Jahre 2005 wurde das Monument im Zuge eines großangelegten Revitalisierungsprojektes des Morgan Squares wieder an seinen ursprünglichen Platz positioniert und steht seit diesem Zeitpunkt in unmittelbarer Nähe der Ecke West Main Street/Magnolia Street bzw. Dunbar Street. Kurzzeitig stand die Skulptur während der Revitalisierung für einen Zeitraum von etwa sechs Monaten im Arts Center von Spartanburg. Beim Umzug im Jahre 1960 wurde die ursprüngliche Ausrichtung des Sockels (Ost/West) geändert und die Skulptur selbst um 180 Grad gedreht, sodass die Vorderseite der Statue nun in Richtung des eigens angelegten Parks schaut. Die Rückseite mit der Erinnerung an William Washington ist der dahinter vorbeilaufenden Magnolia Street zugewandt; in einem Abstand von weniger als eineinhalb Metern zum Bordstein. In den 1980er Jahren wurde dieser Standort, der sich im Laufe der Jahre gewandelt hat, als dreieckige Fußgängerinsel an der Kreuzung Church Street/Main Street im Geschäftsviertel der Innenstadt von Spartanburg angegeben. Vor wenigen Jahren, laut Google Street View zumindest nach 2012, wurde in unmittelbarer Nähe des Monuments beim Eingang zum Park eine Tafel angebracht.
Durch umweltbedingte Einflüsse oxidierte das Metall im Laufe der Jahre und erhielt seine charakteristische grüne Patina. Die Skulptur wird jedoch in regelmäßigen Abständen im Auftrag der Stadtverwaltung gereinigt und erstrahlt dann wieder in ihrem ursprünglichen Braunton. In der Nacht sind zumindest vier Bodenscheinwerfer auf das Monument gerichtet und bestrahlen dieses. Von den beiden äußeren Sockeln des den Park umgebenden Zaunes sind seit der Errichtung der dortigen Informationstafel ebenfalls zwei Scheinwerfer direkt auf die Bronzeskulptur gerichtet.
Es ist anzunehmen, dass der Sockel Whites letzte Arbeit war; White starb am 10. Mai 1882 in New York. Am 22. September 1980 wurde das Monument ins National Register of Historic Places aufgenommen und trägt in diesem die Referenznummer 80003711.